# 马达伊尔
马达伊尔是葡萄牙阿威罗区的一个堂区。总面积2.6平方公里，总人口884人，人口密度340人/平方公里。